# Centropogon darienensis
Centropogon darienensis är en klockväxtart som beskrevs av Robert Lynch Wilbur. Centropogon darienensis ingår i släktet Centropogon och familjen klockväxter. Inga underarter finns listade i Catalogue of Life.